# 袂花江
袂花江，又称沙琅江，是鉴江第二大一级支流，位于中华人民共和国广东省西南部，发源于茂名市电白区东北鹅凰嶂南坡，向西流入罗坑水库，出库后蜿蜒向西南流，经电白区罗坑镇、沙琅镇、霞洞镇、林头镇、坡心镇、茂南区袂花镇、鳌头镇、吴川市兰石镇及市区博铺街道、大山江街道等地，于吴川市东南郊海滨街道注入南海博茂港。河长112千米，河床平均比降1.09‰，流域面积2516平方千米。年均径流量30亿立方米。袂花江流域上游为山区，雨量充足，山清水秀；中游为狭长的沃土阶地，中上游为水果和药材生产基地；下游为冲积平原，中下游是茂名市主要的粮食、蔬菜生产基地和荔枝、龙眼等水果基地，也是茂名石化工业区所在地。